# Modello di Arrow-Debreu
Il modello di Arrow-Debreu, noto anche come modello di Arrow-Debreu-McKenzie, sostiene che, in un'economia di mercato, qualora siano soddisfatte determinate ipotesi e condizioni (vale a dire convessità delle preferenze, concorrenza perfetta e indipendenza della domanda), allora ci sarà una serie di prezzi tali che l'offerta aggregata sarà uguale alla domanda aggregata per ogni bene nell'economia. Il modello fornisce una risposta a domande sul modo di funzionamento di un'economia di mercato in cui gli agenti si muovano in modo indipendente dagli altri: in generale, la soluzione di cui dimostra l'esistenza non sarà unica.
Il modello AD è centrale nella teoria dell'equilibrio economico generale ed è spesso usato come generico riferimento per gli altri modelli microeconomici. Prende il nome da Kenneth Arrow, Gérard Debreu, e a volte anche da Lionel W. McKenzie per i successivi perfezionamenti apportati allo schema nel 1959.
Il modello AD è uno dei più generali nell'ambito della teoria dei mercati competitivi ed è una parte cruciale della teoria dell'equilibrio generale, in quanto può essere usato per dimostrare l'esistenza dell'equilibrio generale (o equilibrio walrasiano) di un'economia. In generale, ci possono essere molti equilibri, ma con ulteriori ipotesi sulle preferenze dei consumatori, cioè che le loro funzioni di utilità siano fortemente convesso e due volte continuamente differenziabile, esiste un unico equilibrio. Si veda anche il teorema di Sonnenschein-Mantel-Debreu.
La sua dimostrazione matematica si basa sul teorema del punto fisso di Kakutani relativo all'esistenza di punti fissi di una funzione continua definita su un insieme convesso e compatto.